# Molineux (rose)
'Molineux' est un cultivar de rosier moderne obtenu en 1994 par le rosiériste britannique David Austin (1928-2018), dans la classe shrubs. 
Il porte le nom du stade de football du club des Wolverhampton Wanderers, le Molineux Stadium, qui se trouve en Angleterre, à Wolverhampton. C'est la première création de David Austin à avoir été primée par la Royal Horticultural Society[source insuffisante].

## Description
Il s'agit d'un arbuste de 60 à 90 cm de hauteur bien ramifié aux grandes feuilles d'un vert brillant et dont les fleurs arborent des tons jaunes très subtils. Ce sont des fleurs en forme de coupe, moyennes de 7 cm de diamètre, très doubles de 26 à 40 pétales. Elles exhalent un parfum de rosier thé aux notes de musc. Leur floraison est remontante.
La zone de rusticité de 'Molineux' est de 5b à 10b ; il supporte donc bien les froids prononcés à −25 °C, ainsi que la chaleur. Il a besoin d'une situation ensoleillée. Il est très apprécié pour sa couleur délicate, sa forme en coupe et son parfum subtil.
'Molineux' est issu d'un croisement de 'Graham Thomas' (Austin 1983) et d'un semis non nommé. C'est une rose fréquemment choisie dans les grandes roseraies du monde entier, grâce à sa couleur jaune exceptionnelle.

## Distinctions
- Award of Garden Merit (RHS/RNRS). Royal Horticultural Society Show. 2001.
- Médaille de bronze. Australian National Rose Trials. 1999.
- Médaille d'or. Glasgow Rose Trials. 1999[2].
- Médaille d'or, the President's Trophy. Best New Rose of the Year.
- Henry Edland Medal. Best Scented Rose. Royal National Rose Society Trials[1].